# 彭越 (前秦)
彭 越（ほう えつ、生没年不詳）は、五胡十六国時代前秦の軍人。安定郡の出身。弟に彭超がいる。前秦の勢力拡大に貢献した。

## 生涯
前秦に仕え、苻生の在世時に立忠将軍に任じられた。
367年4月、平西将軍・涼州刺史に任じられ、枹罕に鎮した。やがて左将軍に昇進した。
371年2月、徐州刺史に任じられた。
これ以後、彭越の行跡は史書に記載されていない。

## 人物・逸話
前秦の閻負・梁殊が前涼へ使者として赴いたとき、前涼の涼州牧張瓘は彼らへ前秦の人材について問うた。その際に「驍勇・権略に長け、攻めれば必ず取り、戦に必ず勝つ。関張の流で、万人の敵となる者は、前将軍・新興王苻飛、建節将軍鄧羌、立忠将軍彭越、安遠将軍倶難、建武将軍徐成である」として、彭越の名も挙げられている。